# Gurasada
Gurasada – wieś w Rumunii, w okręgu Hunedoara, w gminie Gurasada. W 2011 roku liczyła 395 mieszkańców.